# 51st (Highland) Infantry Division
51st (Highland) Infantry Division var en brittisk infanteridivision deltog i både första och andra världskriget. Division sattes upp som Highland Division år 1908 då Territorial Force skapades. Inför sin insats i första världskriget fick divisionen namnet 51st (Highland) Division. Under andra världskriget deltog divisionen under namnet 51st (Highland) Infantry Division i rad en slag.  
| Namn                              | Datum     |
| --------------------------------- | --------- |
| Highland Division                 | 1908–1915 |
| 51st (Highland) Division          | 1915–1919 |
| 51st (Highland) Infantry Division | 1939–1946 |

## Första världskriget
Efter första världskrigets utbrott den 28 juli 1914 så mobiliserades divisionen i augusti samma år. Divisionerna ur Territorial Force hölls från början i reserv och endast reguljära divisioner sattes in i British Expeditionary Force på kontinenten. När de reguljära divisionerna drabbades av snabbt stigande förluster började man plundra divisionerna ur Territorial Force på infanteribataljoner, i början av 1915 hade Highland Division förlorat sex av sina ursprungliga 12 infanteribataljoner. När divisionen beordrades att förbereda sig för insats på västfronten i början av 1915 hade divisionen fortfarande bara halv styrka och endast genom att man tillförde två bataljoner infanteri och hela 164th (North Lancashire) Brigade från 55th (West Lancashire) Infantry Division nådde divisionen upp till en rimlig styrka. Divisionen var dock inte på långa vägar en samtränad styrka när den skickades till västfronten i maj 1915 för att stabilisera fronten efter Andra slaget vid Ypern. I det efterföljande Lorettoslaget presterade divisionen högst mediokert. Vid denna period fick divisionen smeknamnet Harper's Duds som en anspelning på divisionschefen George Harper och den engelska termen för blindgångare Duds.
I januari 1916 återfick divisionen sina ursprungliga infanteribataljoner och började prestera bättre. I början av 1917 hade divisionens anseende växt och den ansågs vara en division som kunde anförtros tyngre anfallsuppdrag. Divisionen deltog i Slaget vid Arras i maj 1917 och Slaget vid Cambrai i november. I början av 1918 så var divisionen nersliten och gavs ansvar för en lugn del av fronten där divisionen skulle vila upp sig och få ersättningsmanskap. Frontavsnittet visade sig vara en av angreppspunkterna i den tyska våroffensiven, divisionen tvingades retirera undan de tyska anfallen men överlevde offensiven. Inför den avslutande allierade Hundradagarsoffensiven så återuppbyggdes divisionen.

## Andra världskriget
Som en följd av de ökande spänningarna i Europa mobiliserades divisionen den 24 augusti 1939. Efter en period av övning så skeppades divisionen från Southampton till Le Havre i mitten av januari 1940 för att ingå i British Expeditionary Force (BEF). Den 28 januari infogades divisionen i II Corps tillsammans med 1st Infantry Division och 2nd Infantry Division som båda tillhörde den reguljära armén. Under februari och mars omorganiserades divisionen när flera delförband byttes ut mot enheter från den reguljära armén i syfte att höja stridsvärdet hos divisionen. Den 22 april 1940 skildes divisionen från BEF och förflyttades till Saarområdet. Divisionen tog upp ställning framför ett av de större forten (Ouvrage Hackenberg) i Maginotlinjen, divisionen var underställd den franska armékåren Corps d'Armée Colonial ur 3e Armée, därigenom undslapp divisionen att inringas tillsammans med resten av BEF under inledningen av slaget om Frankrike. Divisionen drog sig tillbaka till en position vid floden Somme som en del av 10e Armée
Den 5 juni påbörjade tyskarna slutoffensiven för att erövra och slå ut Frankrike ur kriget. Efter att den franska försvarslinjen vid Somme hade genombrutits retirerade brittiska 1st Armoured Division och 51st (Highland) Infantry Division mot Le Havre; man sände en förtrupp för att säkra hamnen. Mellan den 10 och 13 juni evakuerades 11 059 man från hamnen i Le Havre till Portsmouth i Operation Cycle. Huvuddelen av trupperna skickades vidare till Cherbourg. Huvuddelen av 51:a infanteridivisionen nådde aldrig fram till Le Havre utan tog upp en sista försvarsposition kring Saint-Valery-en-Caux. Natten mellan den 10 och 11 juni evakuerades 2 137 brittiska och 1 184 franska trupper från Saint-Valery-en-Caux trots tjock dimma. Dagen efter tvingades huvuddelen av divisionen att kapitulera tillsammans med den franska 9e Corps d'Armée och 6 000 man gick i fångenskap. De tillfångatagna soldaterna från divisionen fraktades med tåg till fånglägret  Stalag XX-A utanför Toruń i Polen.
Divisionen återuppsattes från 9th (Highland) Infantry Division under augusti 1940. Divisionen grupperades för att möta en eventuell tysk invasion av de brittiska öarna. I juni 1942 började divisionen göra sig redo för tjänstgöring i Nordafrika. Efter sin ankomst i augusti 1942 så deltog divisionen som en del av XXX Corps i Slaget vid el-Alamein. Divisionen deltog i de fortsatta striderna i Nordafrika fram till slutet av Fälttåget i Tunisien i maj 1943. Efter en återuppbyggnad och övningar i amfibieoperationer så deltog divisionen i den Allierade invasionen av Sicilien. Efter Sicilien så återkallades divisionen till Storbritannien för att förbereda sig på Operation Overlord. Divisionen började landstiga i Normandie den 7 juni, dagen efter Dagen-D, som en del av I Corps. De allierade och tyskarna ansåg att kontrollen över Caen var avgörande för slaget om Normandie. I dagarna efter Dagen-D etablerade tyskarna snabbt ett starkt försvar framför staden. Den 9 juni tillbakaslogs två brittiska försök att omringa och inta Caen. För att bryta det blodiga dödläget utanför Caen valde Montgomery den 11 juni att försöka genomföra en dubbel omfattning. För uppgiften valde han två divisioner som tidigare hade utmärkt sig under hans befäl.
Den vänstra armen skulle utgöras av 51st (Highland) Infantry Division som gick över floden Orne till brohuvudet som hölls av 6th Airborne Division. Den luftburna divisionen hade drivits bakåt av otaliga motanfall från stridsgrupper från 21. Panzer-Division, 711. Infanterie-Division och den nyanlända 346. Infanterie-Division. Den 10 juni gick 51st (Highland) Infantry Division i ställning kring byn Bréville-les-Monts för att gå till anfall dagen efter i riktning mot Cagny som låg 8 kilometer bort. Anfallet fastnade ohjälpligt och 6th Airborne Division fick med svåra förluster återta Bréville-les-Monts som skottarna drivits bort ifrån. Efter detta debacle var 51 st (Highland) Infantry Division demoraliserade och anfallet rann ut i sanden.

## Divisionschefer
Divisionens befälhavare:
- generalmajor Forbes Macbean: april 1908-mars 1911
- generalmajor Charles Woollcombe: mars 1911-mars 1914
- generalmajor Colin Mackenzie: mars-augusti 1914
- generalmajor Richard Bannatine-Allason: augusti 1914-september 1915
- generalmajor George Harper: september 1915-mars 1918
- generalmajor George Carter-Campbell: mars 1918-juni 1919
- generalmajor Ewen Sinclair-Maclagan: juni 1919-juni 1923
- generalmajor Archibald Ritchie: juni 1923-juni 1927
- generalmajor William Thomson: juni 1927-juni 1931
- generalmajor James Burnett of Leys, Bt.: juni 1931-juni 1935
- generalmajor Douglas Brownrigg: juni 1935-januari 1938
- generalmajor Victor Fortune: januari 1938-juni 1940
- generalmajor Alan Cunningham: augusti-oktober 1940
- generalmajor Neil Ritchie: oktober 1940-juni 1941
- generalmajor Douglas Wimberley: juni 1941-augusti 1943
- generalmajor Charles Bullen-Smith: augusti 1943-juli 1944
- generalmajor Tom Rennie: juli 1944-mars 1945
- generalmajor Gordon MacMillan: mars-maj 1945
- generalmajor James Cassels: maj 1945-mars 1946
- generalmajor Colin Barber: april 1946-maj 1949
- generalmajor Robert Arbuthnott: maj 1949-november 1952
- generalmajor James Scott-Elliot: november 1952-mars 1956
- generalmajor Edward Colville: mars 1956-mars 1959
- generalmajor Frederick Graham: mars 1959-mars 1962
- generalmajor Derek Lang: mars 1962-april 1964
- generalmajor Ian Robertson: april 1964-februari 1966
- generalmajor Edward Maitland-Makgill-Crichton: februari 1966-1968